# برنارد رجینستر
برنارد رجینستر فیلسوف آمریکایی و استاد فلسفه در دانشگاه براون است. وی به دلیل تخصصش در زمینه فلسفه فریدریش نیچه مشهور است. رجینستر از دریافت‌کنندگان بورسیه لورنس اس. راکفلر است.

## کتابها
The Affirmation of Life: Nietzsche on Overcoming Nihilism, Harvard University Press, 2006